# روزمر، کبک
روزمر (به فرانسوی: Rosemère) شهرکی در منطقه شهری ترز-دو-بلنویل ناحیه لورانتید در استان کبک کانادا است. در سرشماری سال ۲۰۱۱ این شهرک ۱۴,۲۹۴ نفر جمعیت داشته‌است و مساحت آن ۱۰٫۳۵ کیلومتر مربع است.